# ガラパゴスクイナ
ガラパゴスクイナ(がらぱごす水鶏、学名：Laterallus spilonota) は、ツル目クイナ科に分類される鳥類の一種である。別名ガラパゴスコビトクイナとも呼ばれる。

## 分布
ガラパゴス諸島（エクアドル）固有種。

## 形態
体長14-16cm。体の上面は濃い茶褐色で、腰から尾にかけてはより暗い色になる。顔は黒色で、頭から頸、脇、腹にかけては濃い灰色である。雨覆には白斑がある。下尾筒は黒色で白色の横縞が入る。虹彩は赤橙色、嘴は黒色で、脚は褐色である。

## 生態
マングローブや草原、森林内の湿地に生息する。ほとんど飛翔せず地上で生活している。日中によく活動し、他のクイナ類に比べると人を恐れない。
昆虫類や植物の種子を食べる。
草藪の中に営巣し、1腹5-6個の卵を産む。抱卵期間は23-25日である。

## 人間との関係
人間が持ち込んだ動物（イヌ、ネコ、ブタ、ヤギなど）による捕食や、生息地の環境破壊により、生息数は減少している。